# Maria d'Ungheria (regina 1371)
Maria (Budapest, 14 aprile 1371 – Budapest, 17 maggio 1395) fu regina d'Ungheria, figlia di Luigi I il Grande, della casa d'Angiò, sovrano d'Ungheria e Polonia, e di Elisabetta di Bosnia.
Nel 1385 sposò Sigismondo di Lussemburgo.

## La reggenza della madre e lo scontro con Carlo di Durazzo
Il 10 settembre 1382 Luigi il Grande morì e la figlia Maria fu chiamata a succedergli sul trono. La principessa aveva solo undici anni e in attesa del compimento della maggiore età le sorti del regno furono rette dalla vedova di Luigi, la regina madre Elisabetta Kotromanic di Bosnia, e da Nicola I Gorjanski. I responsabili della reggenza furono duramente avversati da una buona parte della nobiltà magiara, che in opposizione a Elisabetta e alla regina titolare Maria sostennero le aspirazioni al trono di Carlo di Durazzo, cugino di secondo grado di Luigi e unico erede maschio del ramo principale degli Angioini. Già Re di Napoli per avere spodestato la regina Giovanna I, Carlo giunse a Buda nel 1385 per rivendicare il suo diritto alla corona. Grazie all'appoggio di quella parte della nobiltà locale avversa alla reggente, Carlo poté dichiarare Maria decaduta dal trono e assumere la corona d'Ungheria con il nome di Carlo II. Ma il suo fu un regno brevissimo, poiché Elisabetta, decisa a non sottomettersi all'usurpatore, ordì un complotto ai suoi danni. Agli inizi del 1386 il re Carlo subì un'aggressione dalla quale uscì gravemente ferito ma ancora vivo. Il 24 febbraio però, i sicari della regina madre completarono l'opera uccidendo il sovrano napoletano con del veleno.
La reazione dei sostenitori di Carlo fu molto violenta e i disegni di potere di Elisabetta, che difendeva il diritto al trono della figlia Maria, rischiarono seriamente di essere mandati all'aria. La vedova di Luigi fu catturata insieme alla regina minorenne e nel primo anniversario della morte di Carlo II fu strangolata davanti agli occhi di Maria.
Con la morte di Carlo i diritti al trono ungherese passarono al figlio Ladislao, all'epoca minorenne e già erede della corona di Napoli. Ladislao avrebbe presto reclamato la legittimità della propria successione, arrivando a ottenere l'incoronazione formale a re d'Ungheria il 5 agosto 1403 a Zara. Ma la sua impresa di conquista del regno non venne mai realizzata.

## Il ritorno sul trono

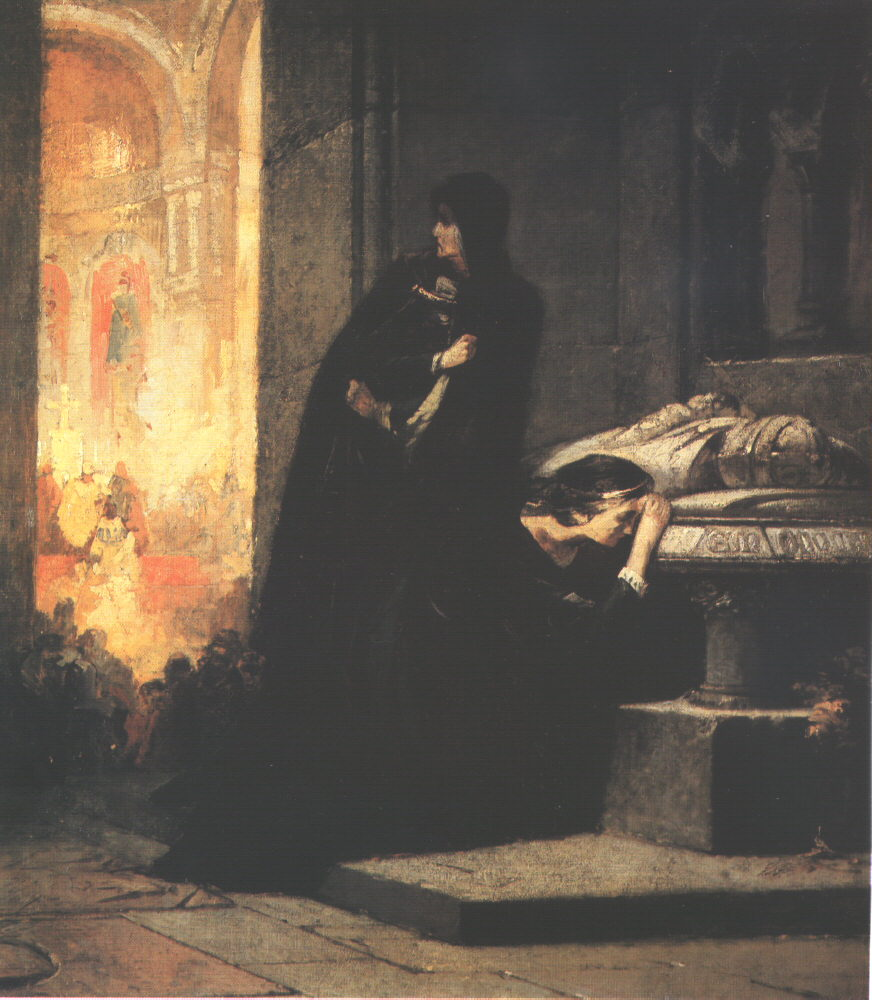
Elisabetta e Maria piangono la morte di Luigi il Grande (dipinto di Alexander von Lietzen-Mayer - 1862).

Maria fu liberata dalla prigionia nel 1386, a quanto pare a opera degli esponenti delle due grandi famiglie aristocratiche dei Frangipani e dei Gorjanski. Probabilmente ebbe un ruolo nella sua liberazione e restaurazione sul trono l'amato zio Tvrtko, fratello adottivo della madre Elisabetta e primo re di Bosnia con il nome di Stefano I (Stefan, cioè l'incoronato). Pare inoltre che Maria avesse nominato suo erede proprio Tvrtko, il quale però morì nel 1391, probabilmente assassinato.

Riassunto di diritto il rango di regina d'Ungheria, dal 1387 fu ufficialmente affiancata sul trono dal marito Sigismondo, che di fatto mantenne nelle sue mani il governo del regno.

## La morte e l'eredità
La regina Maria morì a Buda il 17 maggio 1395, all'età di 24 anni, a causa di complicazioni sopravvenute durante il parto. Le circostanze della sua morte restarono comunque oscure e il figlio che avrebbe dovuto mettere al mondo non le sopravvisse. Fu sepolta nella cattedrale di Várad, ora Oradea, in Romania.
Nel 1406 Sigismondo sposò Barbara di Cilli, cugina di Maria, e nel 1410 fu eletto imperatore del Sacro Romano Impero.
La linea di successione di Maria d'Ungheria ebbe come ultimo erede diretto, dopo la morte, nel 1399, della sorella minore Edvige, regina di Polonia, il lontano cugino Ladislao, figlio di Carlo di Durazzo e pretendente al trono ungherese. Con la morte di quest'ultimo nel 1414 il ramo principale della successione degli Angioini d'Ungheria passò a Carlo VII di Francia, della Casa di Valois, erede di Margherita d'Angiò, figlia maggiore di Carlo II di Napoli e Maria Arpad d'Ungheria.

## Ascendenza
|                       |                     |                           | Genitori                   |  |  | Nonni |  |  | Bisnonni               |  |  | Trisnonni          |  |
|                       |                     |                           |                            |  |  |       |  |  | Carlo Martello d'Angiò |  |  | Carlo II di Napoli |  |
|                       |                     |                           |                            |  |  |       |  |  | Carlo Martello d'Angiò |  |  | Carlo II di Napoli |  |
|                       |                     | Maria d'Ungheria          |                            |  |  |       |  |  | Carlo Martello d'Angiò |  |  |                    |  |
| Carlo Roberto d'Angiò |                     |                           |                            |  |  |       |  |  | Carlo Martello d'Angiò |  |  |                    |  |
|                       |                     | Clemenza d'Asburgo        | Rodolfo I d'Asburgo        |  |  |       |  |  |                        |  |  |                    |  |
|                       |                     | Clemenza d'Asburgo        | Rodolfo I d'Asburgo        |  |  |       |  |  |                        |  |  |                    |  |
|                       |                     | Clemenza d'Asburgo        | Gertrude di Hohenberg      |  |  |       |  |  |                        |  |  |                    |  |
| Luigi I d'Ungheria    |                     | Clemenza d'Asburgo        |                            |  |  |       |  |  |                        |  |  |                    |  |
|                       |                     | Ladislao I di Polonia     | Casimiro I di Cuiavia      |  |  |       |  |  |                        |  |  |                    |  |
|                       |                     | Ladislao I di Polonia     | Casimiro I di Cuiavia      |  |  |       |  |  |                        |  |  |                    |  |
|                       |                     | Ladislao I di Polonia     | Eufrosina di Opole         |  |  |       |  |  |                        |  |  |                    |  |
| Elisabetta di Polonia |                     | Ladislao I di Polonia     |                            |  |  |       |  |  |                        |  |  |                    |  |
|                       |                     | Edvige di Kalisz          | Boleslao il Pio            |  |  |       |  |  |                        |  |  |                    |  |
|                       |                     | Edvige di Kalisz          | Boleslao il Pio            |  |  |       |  |  |                        |  |  |                    |  |
|                       |                     | Edvige di Kalisz          | Iolanda di Polonia         |  |  |       |  |  |                        |  |  |                    |  |
| Maria d'Ungheria      |                     | Edvige di Kalisz          |                            |  |  |       |  |  |                        |  |  |                    |  |
|                       | Stefano I di Bosnia | Prijezda I di Bosnia      |                            |  |  |       |  |  |                        |  |  |                    |  |
|                       | Stefano I di Bosnia | Prijezda I di Bosnia      |                            |  |  |       |  |  |                        |  |  |                    |  |
|                       | Stefano I di Bosnia | ?                         |                            |  |  |       |  |  |                        |  |  |                    |  |
| Stefano II di Bosnia  | Stefano I di Bosnia |                           |                            |  |  |       |  |  |                        |  |  |                    |  |
|                       |                     | Elisabetta di Serbia      | Stefano Dragutin di Serbia |  |  |       |  |  |                        |  |  |                    |  |
|                       |                     | Elisabetta di Serbia      | Stefano Dragutin di Serbia |  |  |       |  |  |                        |  |  |                    |  |
|                       |                     | Elisabetta di Serbia      | Caterina d'Ungheria        |  |  |       |  |  |                        |  |  |                    |  |
| Elisabetta di Bosnia  |                     | Elisabetta di Serbia      |                            |  |  |       |  |  |                        |  |  |                    |  |
|                       |                     | Casimiro III di Gniewkowo | Ziemomysł di Kuyavia       |  |  |       |  |  |                        |  |  |                    |  |
|                       |                     | Casimiro III di Gniewkowo | Ziemomysł di Kuyavia       |  |  |       |  |  |                        |  |  |                    |  |
|                       |                     | Casimiro III di Gniewkowo | Salomea di Pomerania       |  |  |       |  |  |                        |  |  |                    |  |
| Elisabetta di Kuyavia |                     | Casimiro III di Gniewkowo |                            |  |  |       |  |  |                        |  |  |                    |  |
|                       |                     | ?                         | ?                          |  |  |       |  |  |                        |  |  |                    |  |
|                       |                     | ?                         | ?                          |  |  |       |  |  |                        |  |  |                    |  |
|                       |                     | ?                         | ?                          |  |  |       |  |  |                        |  |  |                    |  |
|                       |                     | ?                         |                            |  |  |       |  |  |                        |  |  |                    |  |